# Lista de vegetarianos
Esta lista contém as pessoas com ou sem artigos na Wikipédia que tem ou tiveram durante um momento significativo de sua vida o vegetarianismo como dieta alimentar. 
Para adeptos do veganismo, veja Lista de veganos.

## Vegetarianos notáveis

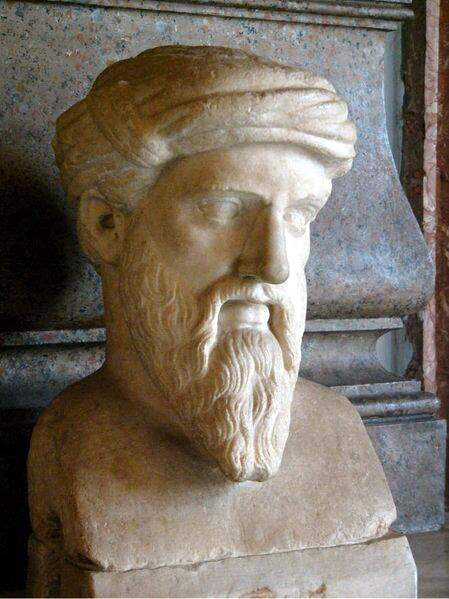
Pitágoras de Samos, filósofo e matemático grego.

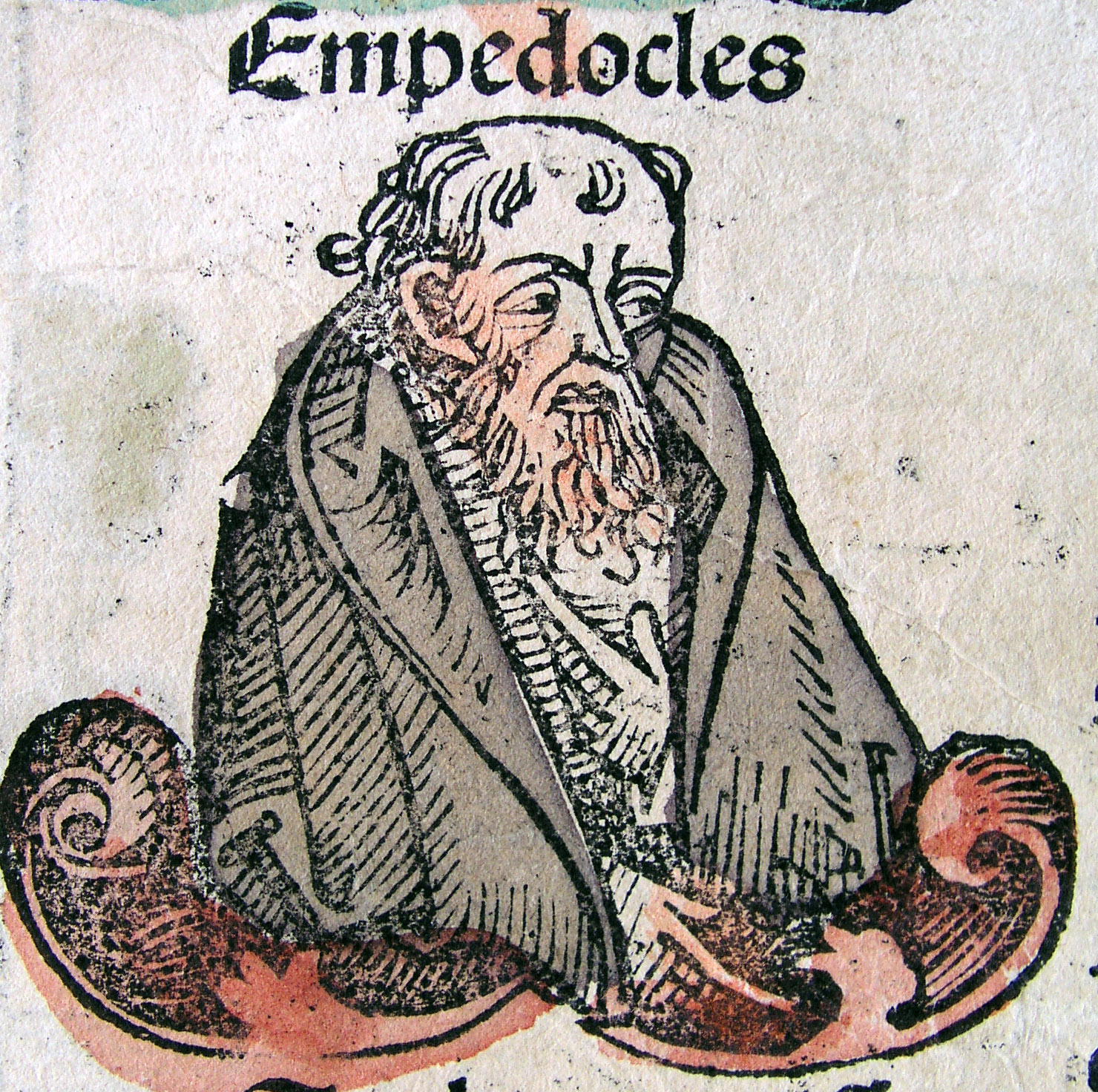
Empédocles, filósofo e poeta grego.

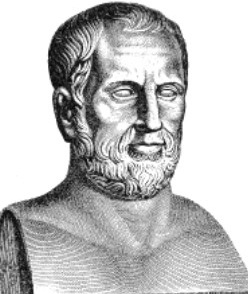
Tofrasto, filósofo e botânico grego.

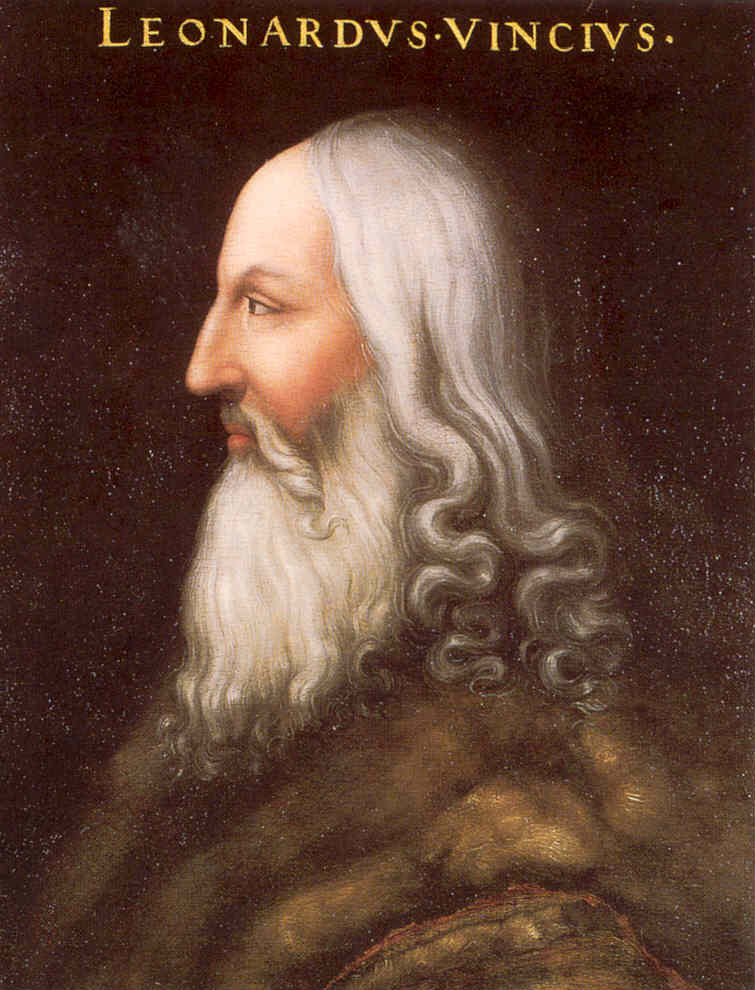
Leonardo da Vinci, artista, inventor, músico e cientista italiano.

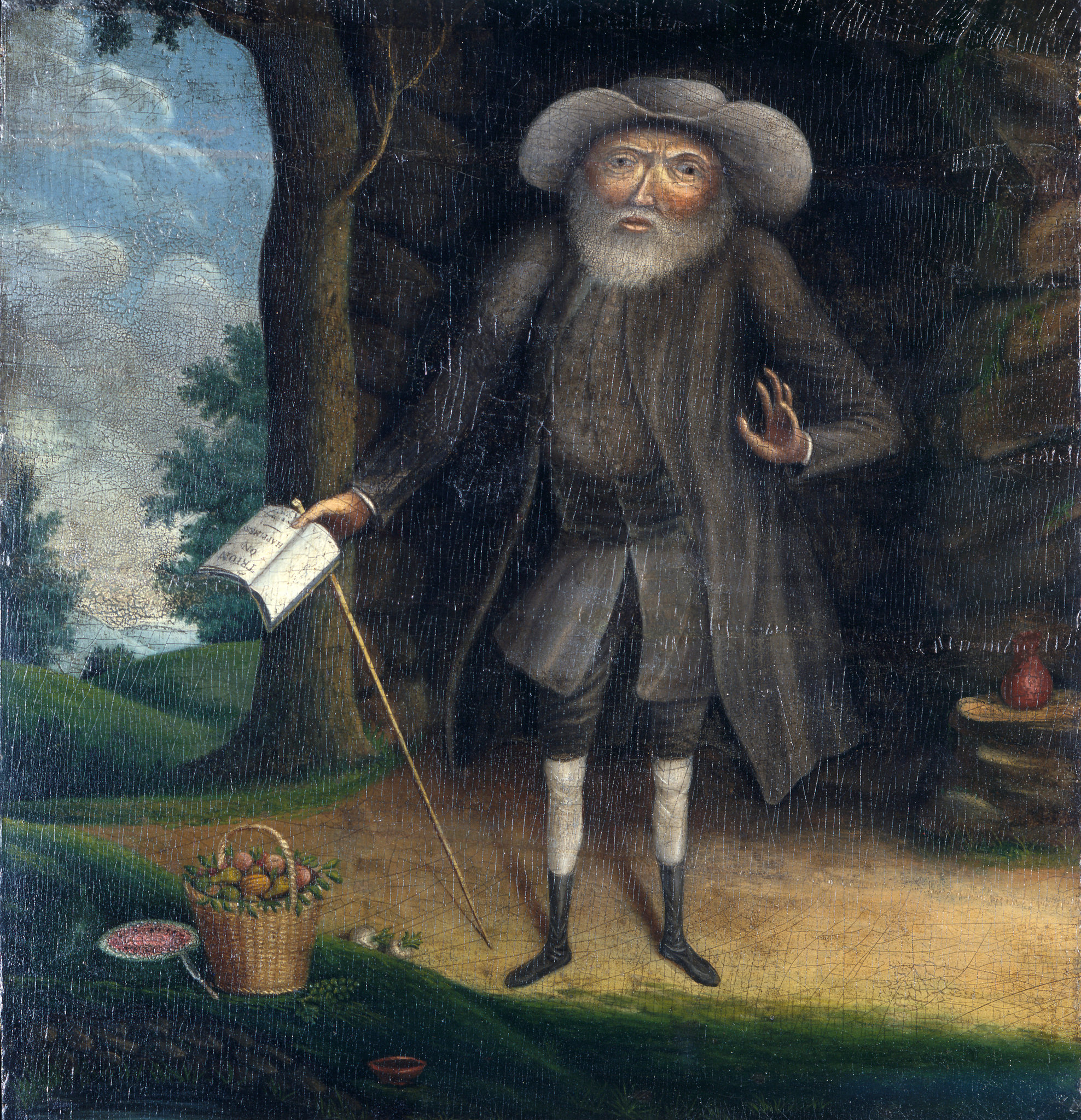
Benjamin Lay, humanista e abolicionista anglo-americano.

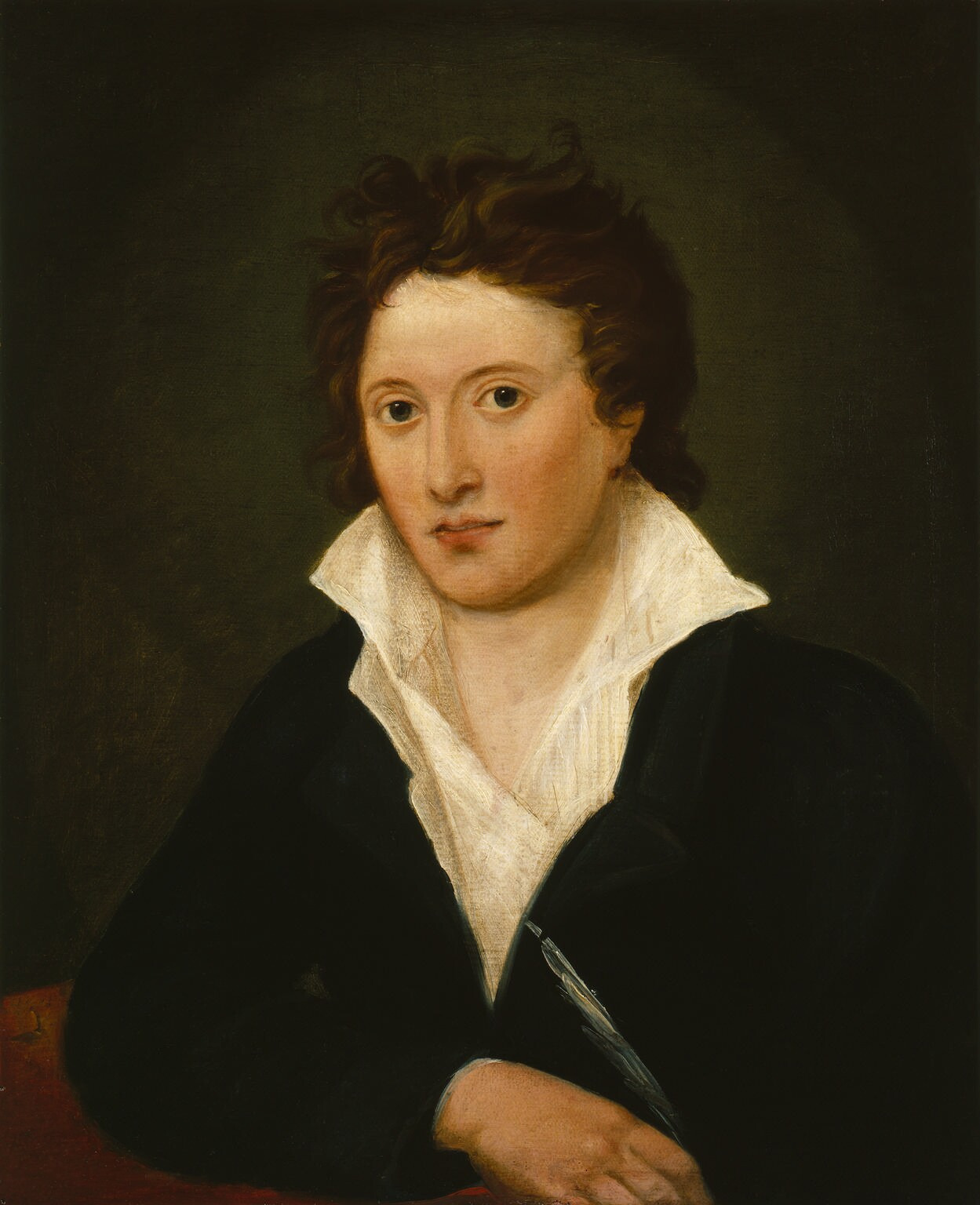
Percy Bysshe Shelley, poeta romântico inglês, autor de dois importantes ensaios sobre vegetarianismo.

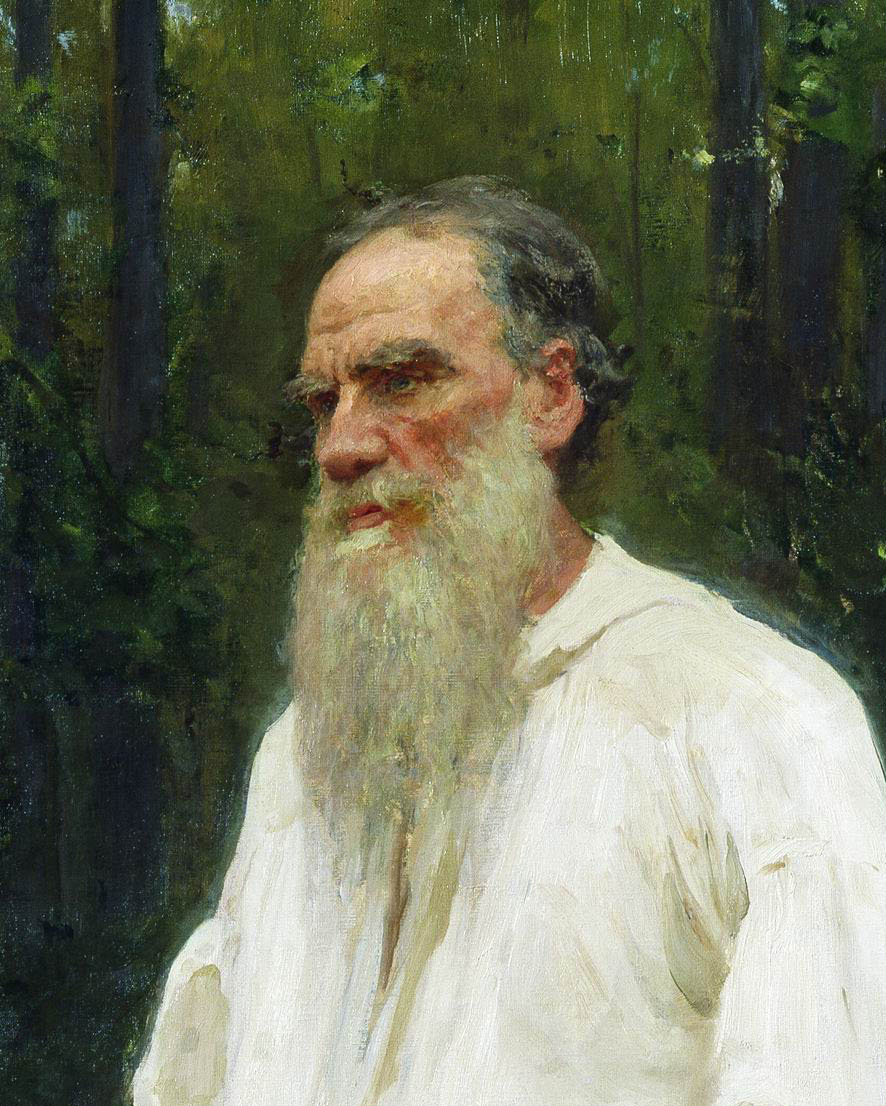
Liev Tolstói, escritor russo. Escreveu o ensaio sobre vegetarianismo O Primeiro Passo (1892) para a versão russa do livro The Ethics of Diet de Howard Williams (1837-1931).

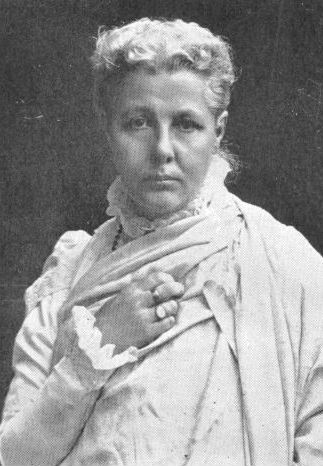
Annie Wood Besant, ativista e defendedora dos direitos das mulheres e autora de inúmeros livros sobre teosofia.

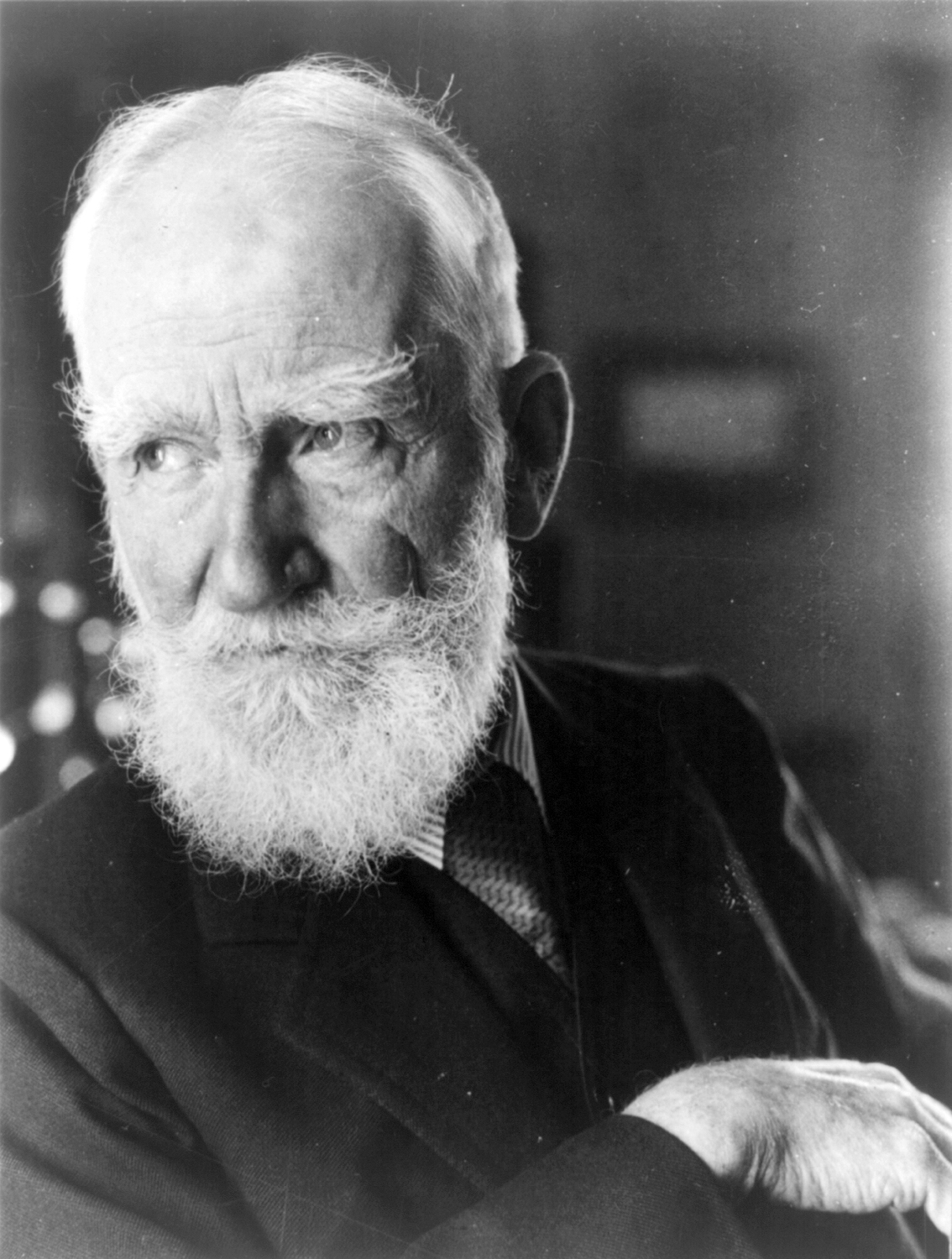
George Bernard Shaw, dramaturgo, romancista, contista, ensaísta, jornalista irlandês e Nobel de Literatura (1925).

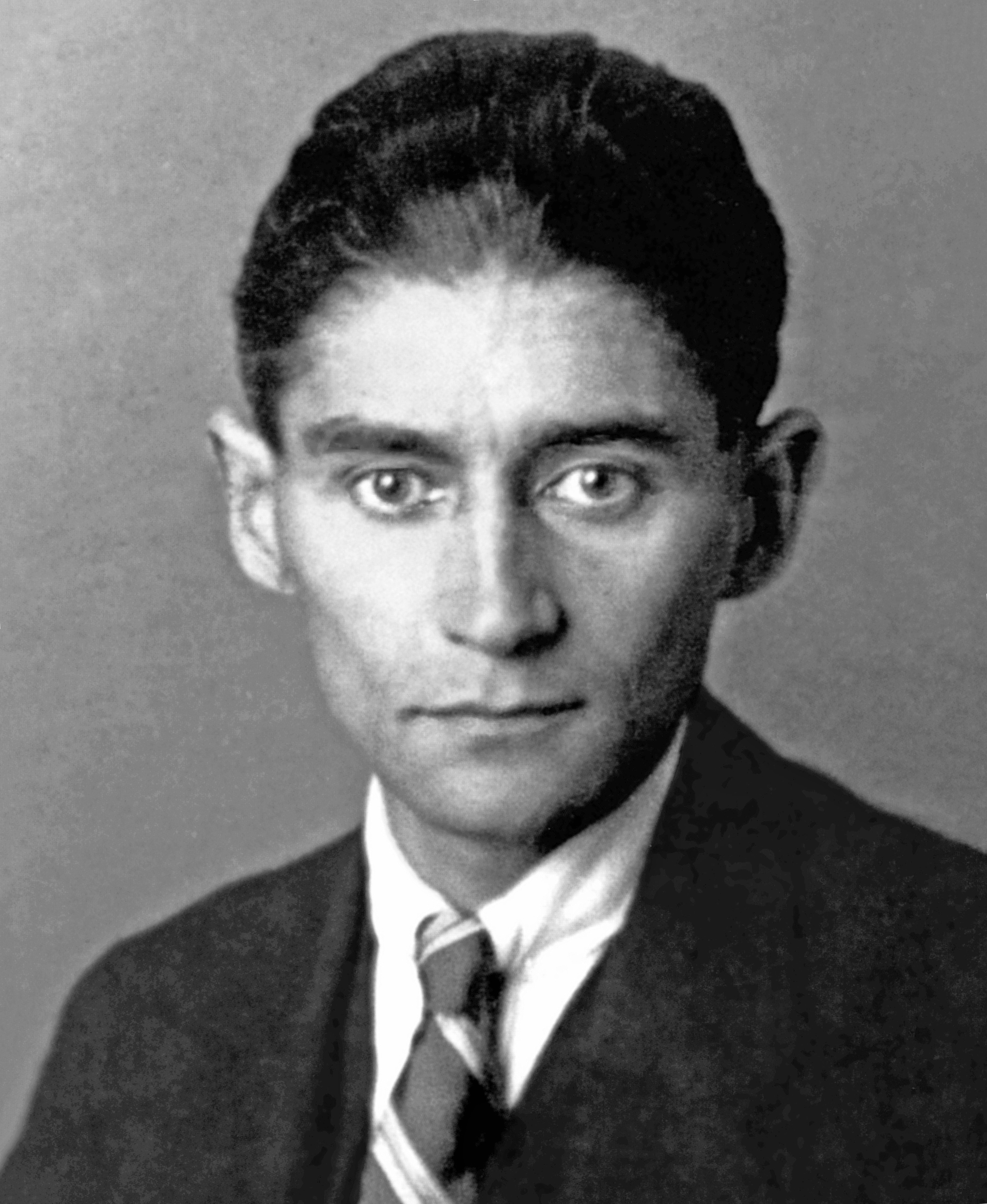
Franz Kafka, escritor checo.

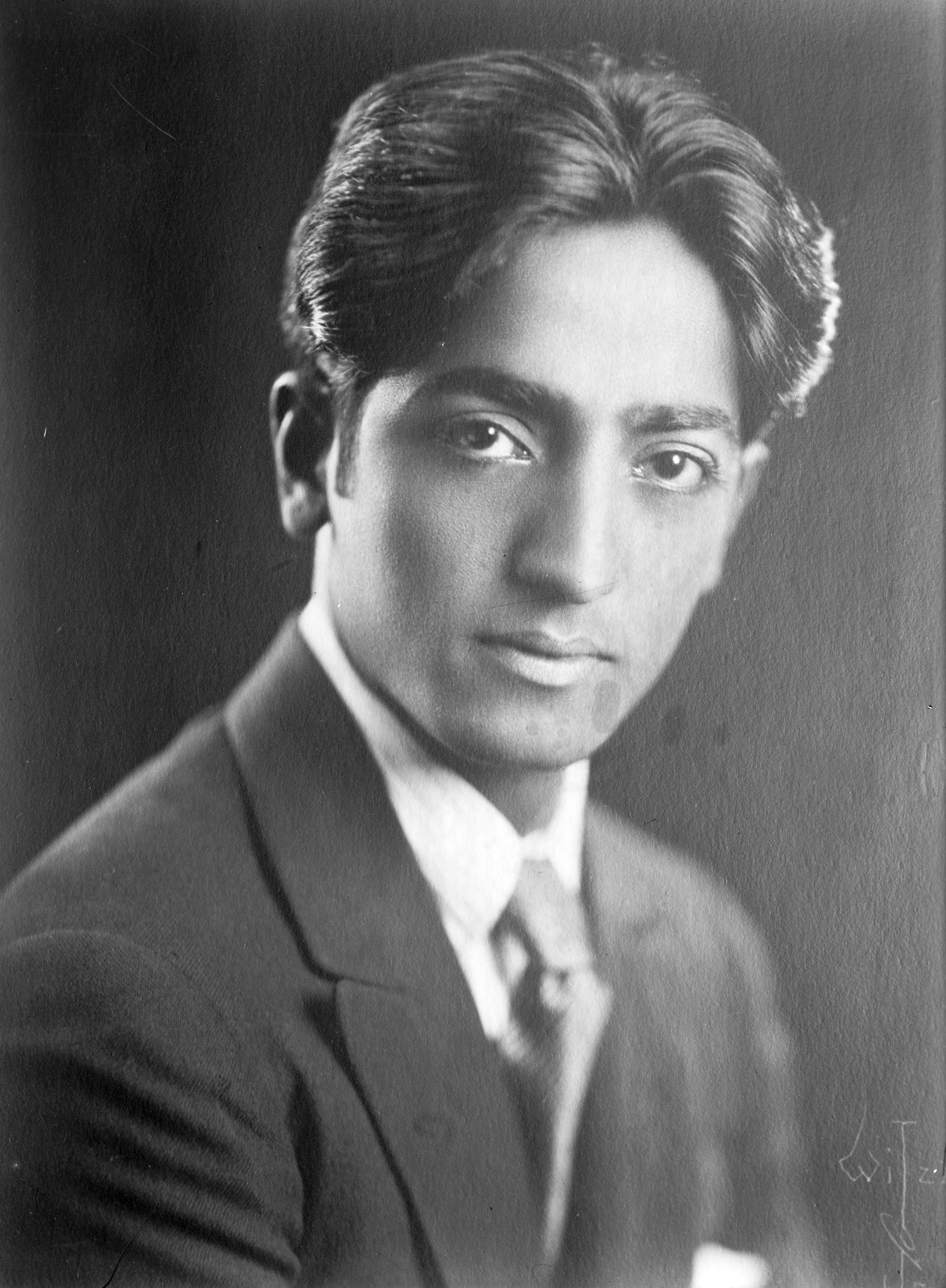
Jiddu Krishnamurti. O filósofo, escritor, e educador indiano nunca na vida comeu carne.

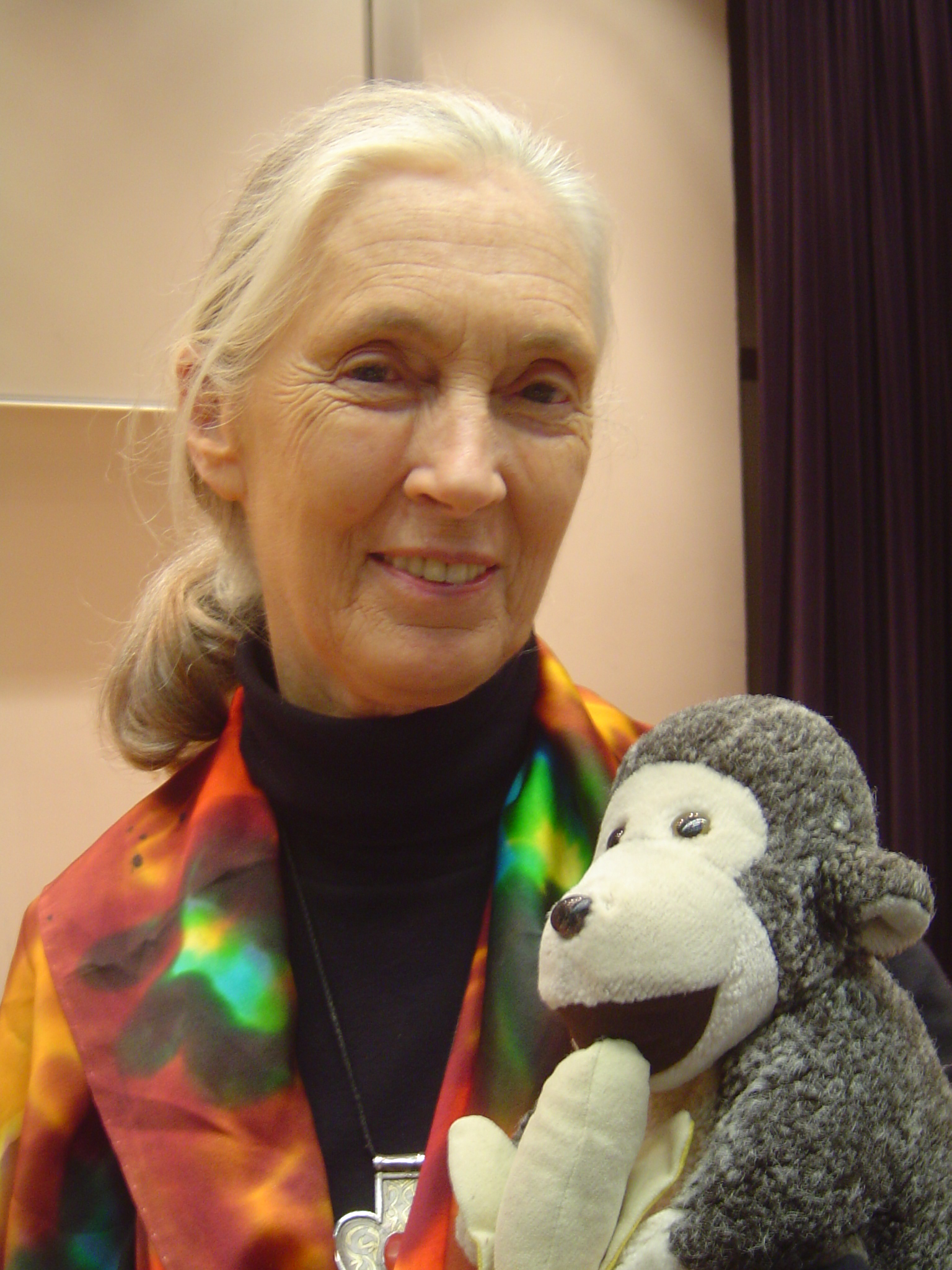
Jane Goodall, primatóloga, etóloga e antropóloga britânica.

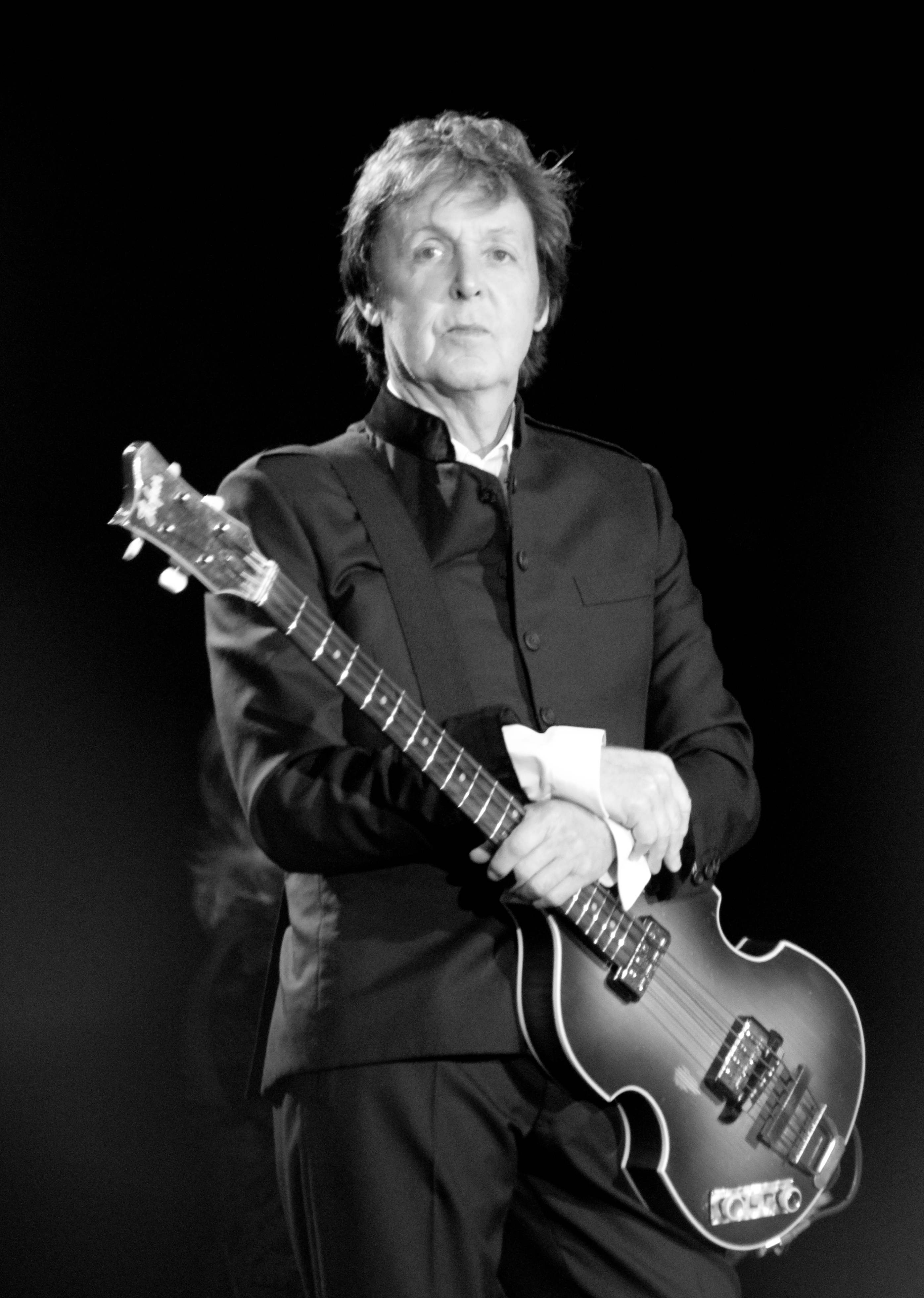
Sir Paul McCartney, músico britânico (ex-membro da banda The Beatles), narrador do vídeo Glass Walls.

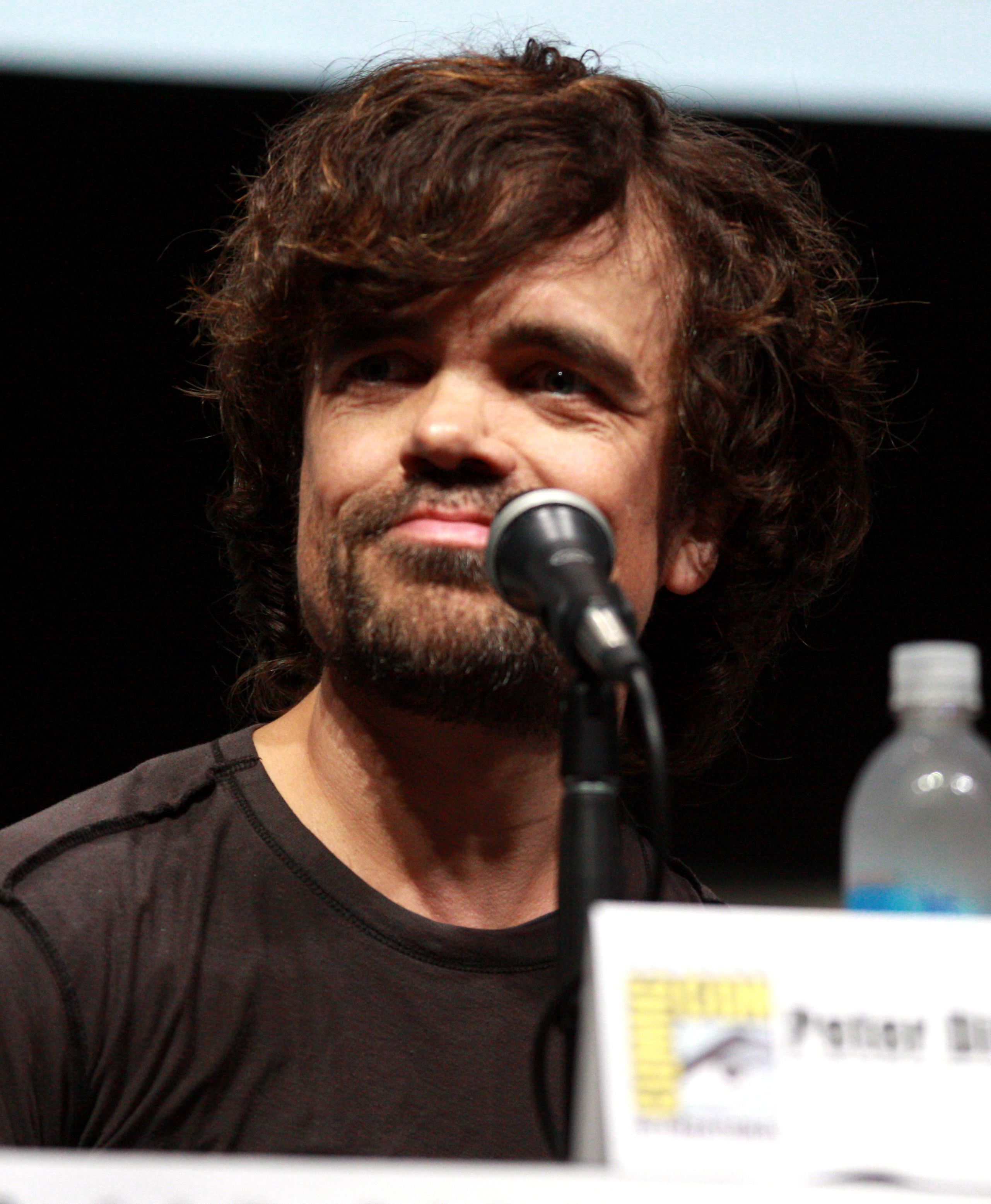
Peter Dinklage, ator estadunidense, da série A Guerra dos Tronos (Game of Thrones).

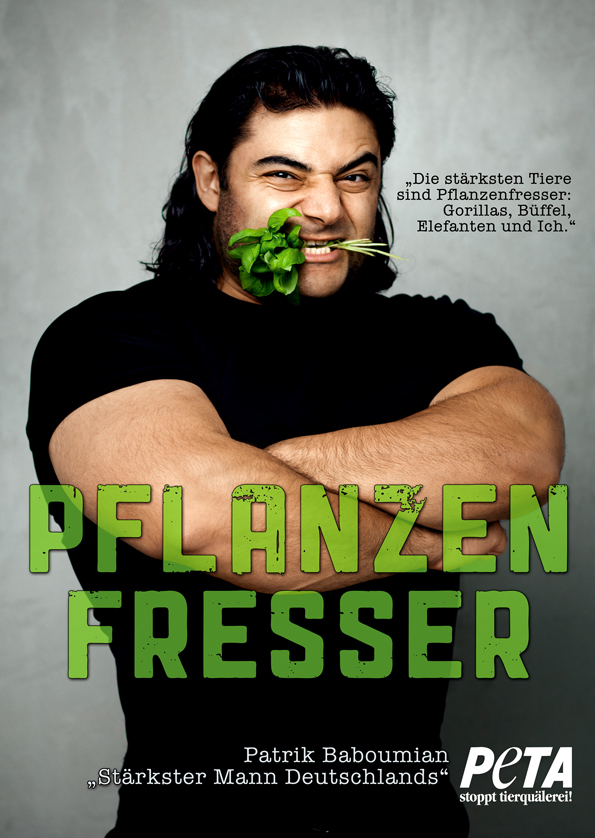
Patrik Baboumian em 2011. Ele é um competidor culturista arménio-alemão, actualmente detentor do título “O Homem mais forte da Alemanha”.

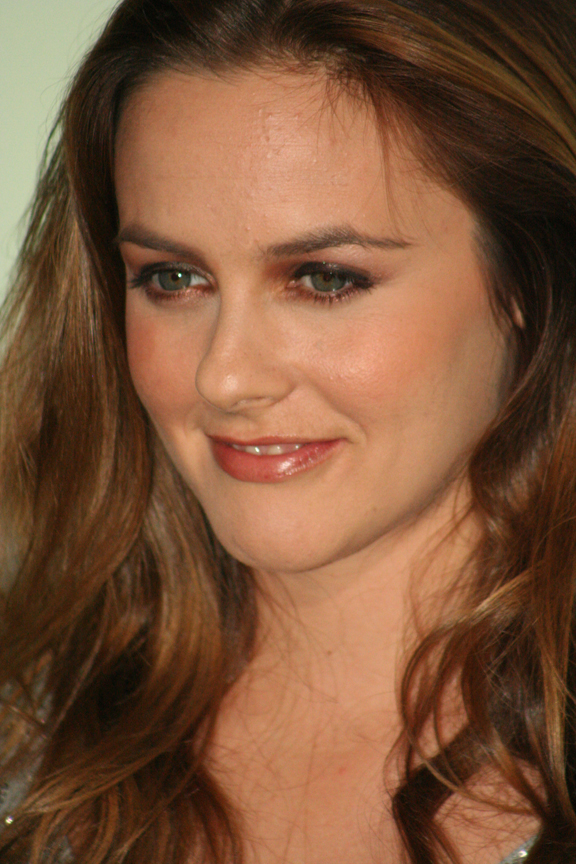
Alicia Silverstone, atriz e ex-modelo norte-americana, autora do livro The Kind Diet: A Simple Guide to Feeling Great, Losing Weight, and Saving the Planet.

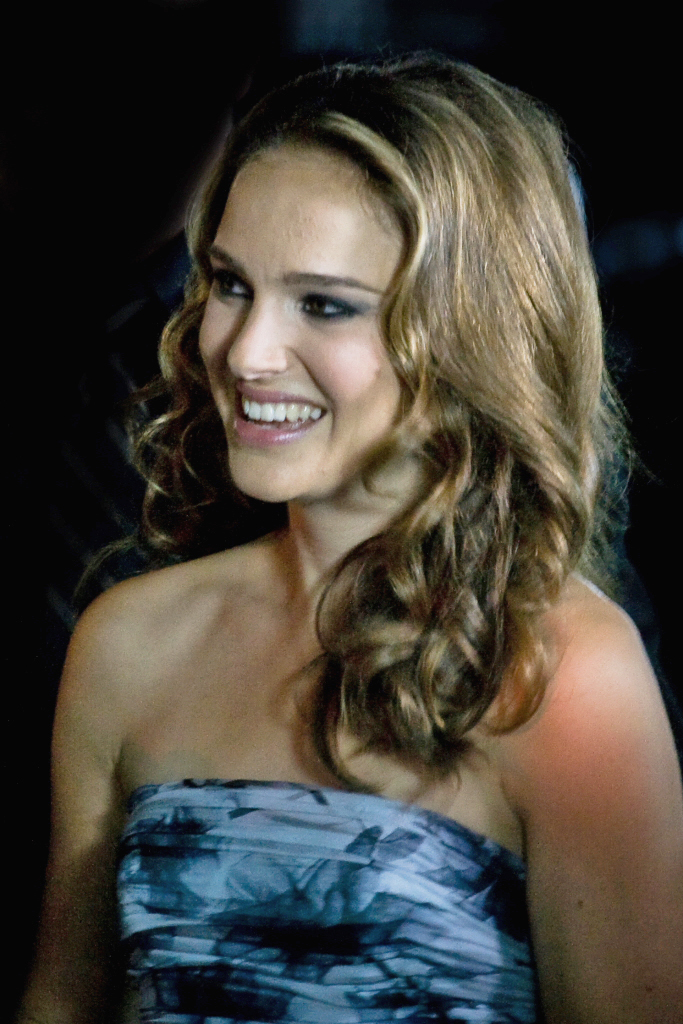
Natalie Portman, atriz, produtora e diretora norte-americana. Vegetariana desde os oito anos, planeia adaptar ao cinema o livro Comer Animais, de Jonathan Safran Foer.

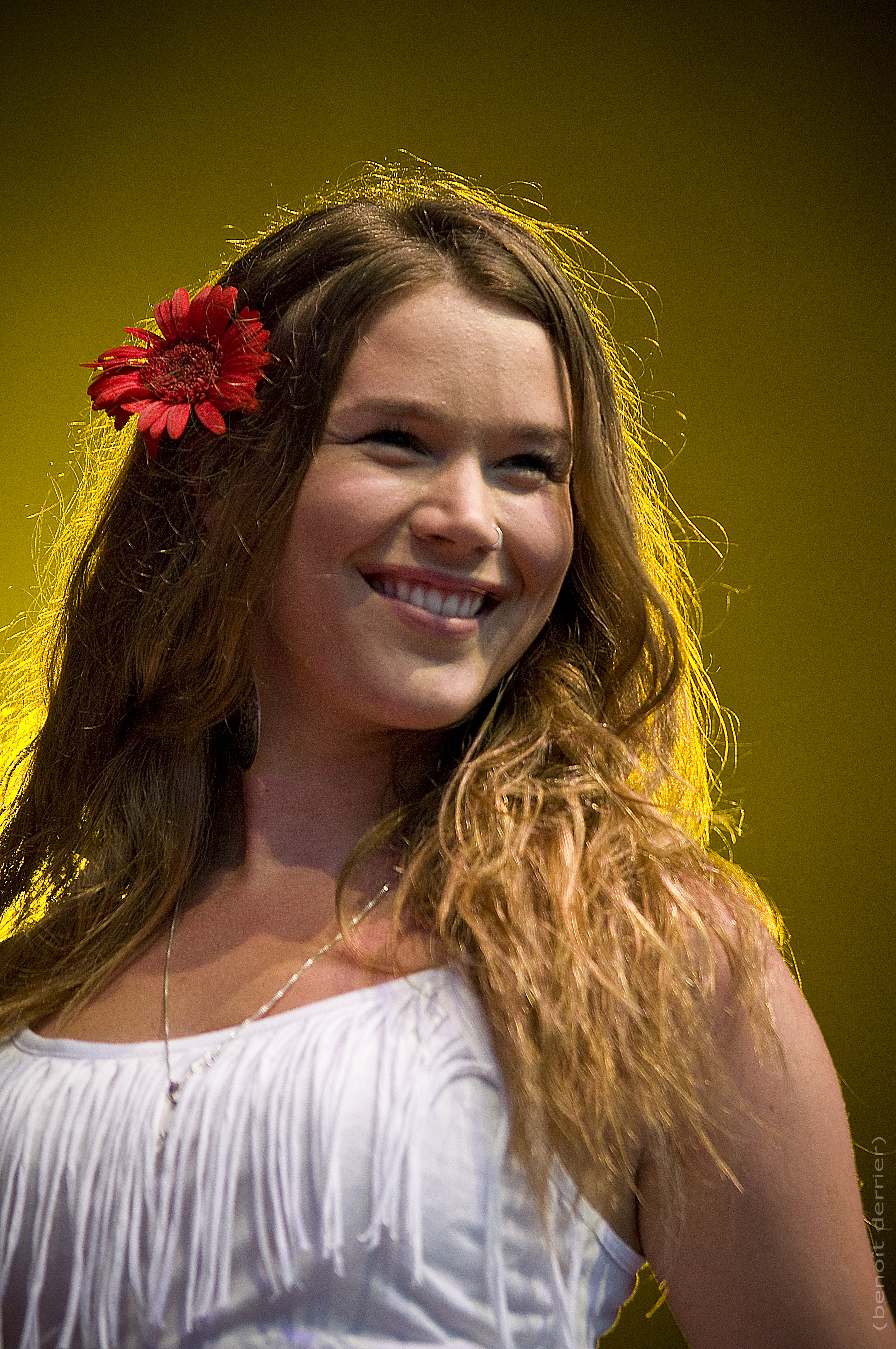
Joss Stone. A cantora é vegetariana desde nascença.

- Abraham Ibn Ezra (1092-1167), astrônomo, matemático e exegeta hispano-árabe da idade média: "O grande doutor"[1]
- Abraham Lincoln (1809-1865), político e presidente norte-americano (Apesar dos rumores, Lincoln não foi vegetariano nem defensor dos animais)[2][3]
- Adolf Hitler (1889-1945), político, filósofo e idealista austríaco Há provas de que Hitler comia carne; a fonte está no link[4][5] A dentição de Hitler demonstrou que ele era vegetariano. A fonte está no link: https://super.abril.com.br/historia/restos-mortais-de-hitler-confirmam-que-ele-era-vegetariano-e-so-tinha-4-dentes/
- Agostinho da Silva (1906-1994), filósofo, poeta e ensaísta português[6]
- Al-Ma'arri (973-1058), Filósofo, poeta e escritor árabe[7][8]
- Alicia Silverstone (1976), atriz americana (a partir de 1998)[9]
- Alphonse de Lamartine (1790-1869), escritor, poeta e político francês[10][11]
- Alyssa Milano (1972), atriz estadunidense[12]
- Amílcar de Sousa (1876-1940), médico e escritor português[13]
- Amos Bronson Alcott (1799-1888) escritor e pedagogo americano[14]
- Ângelo Jorge (1883-1922), escritor português[15]
- Anna Kingsford (1846-1888) médica, escritora e mística britânica[16]
- Annie Wood Besant (1847-1933), autora, militante socialista, ativista e defendedora dos direitos das mulheres.[17]
- Antão do Deserto, (c. 251–356), também conhecido como Santo Antão do Egipto, Santo Antão, o Grande, Santo Antão, o Eremita, Santo Antão, o Anacoreta, ou ainda O Pai de Todos os Monges, é comummente considerado como o fundador do monaquismo cristão[18]
- Antoni Gaudí (1852-1926), arquitecto catalão[19]
- Anthony Kiedis (1962) , vocalista da banda Red Hot Chili Peppers[carece de fontes?]
- Antonio Cocchi (1695-1758), médico e escritor italiano[20]
- Antonie Kamerling (1966-), ator e cantor[21]
- Apolónio de Tiana (2 a.C. - c. 98), professor e filósofo neo-pitagórico grego[22]
- Ardisson Ferreira (1873-1932), médico e cirurgião português[23]
- Arnold Schwarzenegger(30 de julho de 1947, idade 72 anos, Thal, Áustria), é um ator, fisiculturista, empresário e político austro-americano, tendo servido como 38º Governador do estado da Califórnia de 2003 a 2011
- Ariana Grande[24] (2013) cantora estadunidense.
- Asoka (304 a.C. – 232 a.C.), imperador indiano[25]
- Avril Lavigne (1984-) cantora canadense[carece de fontes?]
- Belinda Carlisle (1958-), cantora estadunidense e ex-integrante da banda de new wave oitentista The Go-Go's[26]
- Benjamin Lay (1682 – 1759), humanista e abolicionista anglo-americano[27] [28]
- Bernardin de Saint-Pierre (1737-1814), escritor e botânico francês[29]
- Bhaktivedanta Swami Prabhupada (1896-1977), místico indiano, fundador acharya da Sociedade Internacional da Consciência de Krishna[30]
- Bob Barker (1923-), ator e apresentador de televisão norte-americano[31]
- Bob Marley (1945-1981), cantor, guitarrista e compositor jamaicano
- Brigid Brophy (1929-1995), escritora, feminista e activista inglesa[32]
- Brigitte Bardot (1934-), atriz e cantora francesa[33]
- Bryan Adams (1959), cantor, compositor e fotógrafo canadense[34]
- Caio Musônio Rufo (século I), filósofo estoico romano[35]
- Carl Lewis (1961-), atleta norte-americano[36]
- Carlos Dias Fernandes (1874-1942), escritor brasileiro[37]
- Casey Affleck (1975), ator americano[38]
- Cesar Chavez (1927-1993), activista dos direitos civis e líder sindicalista mexicano[39]
- Charles Webster Leadbeater (1847-1934), sacerdote, bispo, escritor e orador[40]
- Chrissie Hynde (1951) cantora, compositora e guitarrista, líder da banda The Pretenders[41][42]
- Christian Serratos (1990) atriz e modelo estadunidense[43]
- Cid Moreira (1927) locutor e apresentador de telejornal brasileiro
- Cloris Leachman (1926), atriz estadunidense[44]
- Dan Piraro (1958-),  pintor, ilustrador e cartoonista americano[45]
- Darren Aronofsky (1969-), diretor, roteirista e produtor de cinema estadunidense (The Fountain, Requiem for a Dream, The Wrestler, Black Swan, Noah)[46]
- Daryl Hannah (1960-), atriz norte-americana, celebrizada por filmes como Blade Runner, Splash, Wall Street, Roxanne  e Kill Bill (é vegetariana desde os 11 anos)[47]
- David Hartley, (1705-1757), filósofo britânico[48]
- David Wallechinsky (1948-), comentarista esportivo e escritor de livros de referência estadunidense[49]
- Dennis Weaver (1924 —2006), ator dos Estados Unidos[50]
- Dianna Agron (1986-) Atriz, cantora e dançarina estadunidense
- Diederik Samsom (1971-), político[51]
- Desidério Murcho (1965-), filósofo, professor e escritor português[52]
- Edward Carpenter (1844-1929) poeta, socialista, antologista e activista político inglês[53]
- Ed Begley Jr. (1949-), ator e ativista do meio ambiente norte-americano[54]
- Eden Ahbez (George Alexander Aberle, 1908-1995) compositor de canções e  músico americano, autor da canção "Nature Boy", e grande influência para o movimento hippie[55][56]
- Eduard Baltzer (1814–1887), fundador da primeira Sociedade Vegetariana da Alemanha[57]
- Edwin Arnold (1832-1904), poeta e jornalista inglês[58]
- Eliezer Kamenesky (1888-1957), poeta, ator e divulgador do naturismo russo[59]
- Élisée Reclus (1830-1905), geógrafo e anarquista francês[60]
- Ellen DeGeneres (1958-), Actriz, apresentadora e comediante norte-americana[61]
- Ellen G. White (1827 – 1915), religiosa, missionária e escritora americana, e uma das mais importantes lideranças da Igreja Adventista do Sétimo Dia[62]
- Emanuel Swedenborg (1688- 1772), polímata e espiritualista sueco[63]
- Emily Deschanel (1976), atriz americana[64]
- Empédocles (495/490 - 435/430 aC) filósofo, médico, legislador, professor, místico e profeta grego[65][66]
- Ernest Howard Crosby (1856–1907), reformista e escritor americano[67]
- Esmé Wynne-Tyson (1898–1972), escritora e atriz britânica[68]
- Fauja Singh (1911-), maratonista centenário, de origem Indiana, que foi a primeira pessoa de 100 anos a competir numa maratona[69]
- Ferdinand Domela Nieuwenhuis (1846-1919), político[70]
- Filipe Néri (1515-1595), religioso e santo católico[71]
- Fiona Apple (1977-), cantora, compositora e pianista norte-americana[72]
- Flávio Cláudio Juliano (331-363), imperador romano[73]
- Francisco Madero (1873-1913), latifundiário e político mexicano, Presidente do México[74]
- Frank Iero (1981), guitarrista da banda americana "My Chemical Romance"[75]
- Franz Kafka (1883-1924), escritor[76]
- Fred Vasques Homem (1907-1998, nascido Alfred Wachsmann), médico e escritor português de origem alemã[77]
- Gary L. Francione (1954), scholar de Direito, autor e ativista americano[78]
- Geezer Butler (1949-), baixista e músico inglês (Black Sabbath)[79]
- General D (1971-), rapper português de ascendência moçambicana; um dos precursores do Rap e Hip hop em Portugal[80]
- Georg Friedrich Daumer (1800-1875), poeta e filósofo alemão[81]
- George Arliss (1868-1946), ator, autor, dramaturgo e diretor de cinema inglês[82]
- George Cheyne (1671-1743) médico, filósofo e matemático escocês[83]
- George Bernard Shaw (1856-1950) escritor, jornalista e dramaturgo irlandês[84]
- George Harrison (1943 - 2001), músico britânico, famoso por ter sido guitarrista, compositor e cantor dos Beatles
- Georgina Verbaan (1979-), atriz e cantora[21]
- Giovanni Pico della Mirandola (1463-1494), filósofo neoplatônico e humanista do Renascimento italiano[85]
- Glênio Veiga Paiva A.K.A Geleia (1985-), Figura fundamental para a discimenação do Veganisno no cenário brasileiro. Ja tocou em diversas bandas, entre elas: Você é livre!?; Eddie Murphy e Fuerza[carece de fontes?]
- Guillaume Thomas François Raynal (1713-1796), religioso e filósofo francês[86]
- Gustav Holst (1874-1934), compositor inglês, conhecido pela sua obra Os Planetas[87]
- Gustav Struve (1805-1870), político, escritor e revolucionário alemão[88]
- GZA (1966-), artista de hip hop americano, integrante do grupo Wu-Tang Clan[89]
- Heitor Lourenço, actor e apresentador de televisão português[90]
- Helio Gracie (1913-2009), lutador de artes marciais, fundador do Brazilian Jiu-Jitsu[91]
- Henny Huisman (1951), presenter[92]
- Henry Stephens Salt (1851–1939), escritor e activista inglês[93]
- Horace Greeley (1811-1872), jornalista e abolicionista estadunidense e fundador do Partido Republicano[94]
- Huberto Rohden (1893-1981), filósofo, educador e teólogo catarinense[95]
- Ilya Repin (1844-1930) pintor e escultor russo[96]
- Isaac Bashevis Singer (1902-1991), escritor americano[97][98][99][100][101]
- Isadora Duncan (1877-1927) bailarina norte-americanca[102]
- Jaime de Magalhães Lima (1859—1936), escritor português[103]
- James Cameron (1954-), premiado cineasta, produtor, roteirista e editor canadense residente nos Estados Unidos, director de filmes como The Abyss, Terminator 2: Judgement Day, Titanic e Avatar[104]
- James Cromwell (1940-) ator estadunidense[105]
- Jane Goodall (1934-), primatóloga, etóloga e antropóloga britânica[106]
- Jason Mraz (1977-) compositor e cantor estadunidense, famoso pela canção I'm Yours[107]
- Jean-Jacques Rousseau (1712-1778), filósofo, escritor e compositor suíço[carece de fontes?]
- Jean-Antoine Gleizes (1773-1843), escritor francês[108]
- Jean dos Santos Silva (1991-), politico mineiro
- Jeff Beck (1944-), guitarrista britânico[109]
- Jessica Chastain (1981-), atriz americana de cinema, televisão e teatro, conhecida por seus papéis nos filmes The Tree of Life, The Debt, Take Shelter e The Help[110]
- Jiddu Krishnamurti (1895-1986), filósofo e místico indiano (foi sempre vegetariano)[111]
- João Bentes Castel-Branco (1850-1940), médico e escritor algarvio[112]
- João Crisóstomo (349-407) teólogo e escritor cristão, Patriarca de Constantinopla[113]
- João Gordo ,vocalista da banda Ratos de Porão[114]
- Joaquin Phoenix (1974), ator e cantor estadunidense.[115]
- Joel Xavier (1974), guitarrista português[116]
- John Coltrane (1926 - 1967), saxofonista e compositor de jazz norte-americano[117]
- John Gay, (1685 - 1732) poeta e dramaturgo inglês[118]
- John Harvey Kellogg (1852 -1943), médico estadunidense[119]
- John Lennon (1940 - 1980), músico, compositor, escritor e ativista em favor da paz britânico. (Vegetariano durante alguns períodos apenas)[120]
- John Maxwell Coetzee (n. 1940), escritor sul-africano (Prémio Nobel de Literatura de 2003)[121]
- José Oiticica (1882-1957) professor, dramaturgo, poeta parnasiano e filólogo e notável anarquista brasileiro[122]
- John Ray (1627-1705), naturalista inglês[123]
- John Wesley (1703-1791), clérigo anglicano e teólogo cristão britânico, líder precursor do movimento metodista[124]
- Jonathan Safran Foer (1977-), escritor americano, autor do livro Comer Animais[125][126]
- Johnny Appleseed, (1774-1845) pioneiro e herói folclórico dos Estados Unidos[127]
- Jon Anderson, (1944-), vocalista da banda de Rock Yes [128]
- José Agostinho de Oliveira (1866-1938), professor, escritor, crítico literário, dramaturgo e publicita português[129]
- Joseph Ritson, (1752-1803), ensaísta e antiquário inglês[130]
- Joshua Evans (1731 –1798), jornalista, Quaker e abolicionista americano[131]
- Joss Stone (1987-), cantora, atriz e compositora inglesa[132]
- Jorja Fox (1968-), atriz estado-unidense (Sara Sidle no CSI: Crime Scene Investigation)[133]
- KRS-One (1965-),  mestre de cerimônias e produtor musical estadunidense[134]
- K. D. Lang (1961-), cantora canadiana vencedora de vários Grammy Awards[135]
- Kabir (1440—1518), poeta místico indiano[136]
- Kathalijne Buitenweg (1970-), político[137]
- Killer Kowalski (1926-2008) lutador de wrestling profissional canadense[138]
- Kristen Bell (atriz)[139]
- Kees Boeke (1884-1966), educador[140]
- Kim van Kooten (1974-), actress and screenwriter[21]
- Lea Michele (1986-), atriz, cantora e dançarina estadunidense
- Leon Tolstoi (1828-1910), escritor[141]
- Leonardo da Vinci (1452-1519), cientista, matemático, pintor, escultor[142][143]
- Lewis Gompertz (1779-1865), escritor, inventor e activista[144]
- Leona Lewis (1985-), cantora e compositora inglesa[145]
- Lilli Lehmann (1848-1929), cantora lírica (soprano) e professora de canto alemã[146]
- Linda McCartney (1941-1998), fotógrafa
- Lisa Edelstein (1966), atriz americana
- Loretta Schrijver (1956-), apresentador de televisão[147]
- Lou Andreas-Salomé (1861-1937), intelectual alemã, nascida na Rússia[148]
- Luís Leitão (1866-1940), escritor, jornalista, feminista e filantropo português[149]
- Luisa Mell , apresentadora, advogada, ativista, atriz, modelo, e dubladora[carece de fontes?]
- Claudia de Breij (1975-), deejay, comedian and presenter[150]
- Mahatma Gandhi

(1869 - 1948, aos 78 anos), 
foi o idealizador e fundador do moderno Estado indiano e o maior defensor do Satyagraha (princípio da não agressão, forma não violenta de protesto) como um meio de revolução. Foi através dessa filosofia que ele liderou o Movimento pela Independência da Índia, na época dominada pela Grã Bretanha libertando-a do domínio inglês sem disparar um tiro!
- Maísa de Noronha (1986-), engenheira florestal[151]
- Maggie Q (1979-), atriz americana e ex-modelo[152]
- Mahavira (c. 599-527), Fundador histórico do Jainismo[153]
- Malcolm Muggeridge (1903–1990), jornalista, escritor, satirista, soldado-espião e acadêmico cristão britânico[154]
- Marco Fabio Calvo (c.1440-1527), filólogo, antiquário, matemático e médico italiano[155]
- Maria O'Neill (1873-1932), escritora, poetisa, jornalista, teosofista e espírita portuguesa[156]
- Matt Groening, Criador da série de televisão Os Simpsons[carece de fontes?]
- Marguerite Yourcenar (1903-1987), escritora belga, a primeira mulher eleita à Academia Francesa de Letras[157]
- Marianne Thieme (1972), político[158]
- Marijke Vos (1957), político[137]
- Marsilio Ficino (1433-1499), filósofo italiano[159]
- Martinho de Porres (1579-1639), religioso e santo peruano[160]
- Marty Feldman (1934-1982), actor e comediante inglês[161]
- Masta Killa, (1969-), rapper americano e membro do grupo Wu-Tang Clan[162]
- Maurice Maeterlinck (1862- 1949), dramaturgo e ensaísta belga, Prémio Nobel de Literatura em 1911[163]
- Michael Clarke Duncan (1957-2012), Actor americano[164]
- Mike Tyson, (1966-) ex-boxeador norte-americano[165].
- Milo Ventimiglia (1977-)  ator norte-americano, Peter Petrelli na série Heroes[166][167]
- Mohandas Karamchand Gandhi (1869-1948) pacifista indiano[168]
- Morrissey[169]
- Natalie Portman (1981-), atriz norte-americana[170][171]
- Nikola Tesla (1856-1943), inventor nascido na Croácia[172]
- Nikolai Leskov (1831-1895), escritor russo[173][174]
- Núria Añó (1973-) escritora e novelista espanhola.
- Olivia Wilde (1984-), atriz norte-americana[175]
- Ovídio ( 43 a.C. -17), poeta romano[176]
- Ozzy Osbourne (1943-), cantor norte-americano (não é mais vegetariano)[177][178][179][180]
- P!nk (1979-), cantora e compositora norte-americana[181]
- Padre Himalaya (1868-1933), padre católico, cientista e inventor português[182]
- Pamela Anderson (1967), atriz e modelo canadense (da série Marés Vivas)[183][184]
- Paolo Troubetzkoy (1866-1938), escultor russo[185]
- Patrik Baboumian (1979), competidor culturista arménio-alemão, actualmente detentor do título “O Homem mais forte da Alemanha”[186]
- Paul Carton (1875-1947), médico francês[187]
- Paul McCartney (1942), cantor, compositor, multi-instrumentista, empresário e produtor britânico[188]
- Paul Watson (1950-), fundador do Sea Shepherd Conservation Society e Co-fundador da Greenpeace[189]
- Paulo Borges (1959-), professor, ensaísta, filósofo, poeta e escritor português;  presidente do Partido pelos Animais e pela Natureza (PAN)[190]
- Pedro Indíveri Colucci (1879-1987) médico naturopata de origem italiana[191][192]
- Pedro Valdjiu (1975), músico português, um dos membros fundadores dos Blasted Mechanism [193]
- Percy Bysshe Shelley (1792 -1822) poeta romântico inglês[194]
- Percy Grainger(1882–1961) compositor australiano[195][196]
- Peter Dinklage (1969-), ator americano de cinema, televisão e teatro[197]
- Peter Max (1937-), ilustrador e artista gráfico americano, de origem alemã[198]
- Peter Singer (1946) filósofo australiano  e professor na Universidade de Princeton[199]
- Peter Tosh (1944-1987), cantor, guitarrista e compositor jamaicano de reggae.
- Philippe Hecquet (1661-1737), medico francês[200]
- Pia Douwes (1964), atriz e cantora[150]
- Piero Martinetti (1872-1943), filósofo e professor italiano[201]
- Pitágoras (c. 570 a.C. - 497 a.C), filósofo e matemático grego[202]
- Plutarco, filósofo e prosador grego[203][204]
- Plotino (ca. 205 - 270), filósofo grego[205]
- Porfírio filósofo neoplatônico, discípulo de Plotino[206]
- Portia de Rossi ( 1973-), actriz australiana[207]
- Prince (1958-), multiinstrumentista, músico e dançarino americano[208]
- Quintus Sextius,( c. 70 a.C.) filósofo romano[209]
- Rabindranath Tagore (1861 - 1941), escritor, poeta e músico indiano, Nobel de Literatura em 1913[210]
- Rainer Maria Rilke (1875-1926), poeta de língua alemã[211]
- Richard D. Ryder (1940-), psicólogo britânico, pioneiro no movimento de libertação animal[212]
- Richard Linklater (1960), cineasta e escritor norte-americano[213][214][215]Rita Lee é uma das maiores ativistas pelos direitos dos animais.

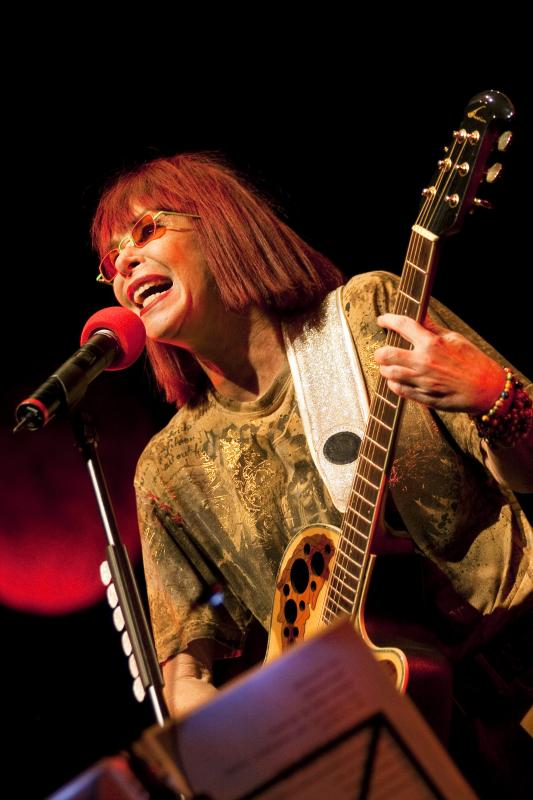
Rita Lee é uma das maiores ativistas pelos direitos dos animais.

- Ringo Starr (1940), músico, baterista, multi-instrumentista, cantor, compositor e ator britânico[carece de fontes?]
- Rita Lee (1947-2023), cantora brasileira e uma das maiores ativistas pelos direitos animais. Desde o início de sua carreira, nos anos 1960, é uma voz ativa no assunto [216][217]
- River Phoenix (1970 - 1993), ator norte-americano[218]
- Rob Zombie (1965-), cantor estadunidense, vocalista de Metal Industrial[219]
- Roberto de Nobili (1577-1656), missionário jesuíta italiano[220]
- Roger Crab (1621-1680), escritor político inglês[221]
- Romain Rolland (1866-1944), novelista, biógrafo e músico francês (Prémio Nobel de Literatura de 1915)[222][223]
- Romana (cantora) (1981), cantora portuguesa[224]
- Russell Brand (1975-), comediante, ator, colunista e apresentador de rádio e televisão inglês[225]
- Russell Simmons (1957-) produtor musical americano, um dos fundadores da Def Jam[226]
- RZA (1969-), rapper, produtor e actor americano, líder do grupo Wu-Tang Clan[227]
- Rynn Berry (1945-2014), escritor americano, autor de livros sobre a história do vegetarianismo, vegetarianos famosos e vegetarianismo nas religiões do mundo[228]
- Sadeq Hedayat (1903- 1951), escritor iraniano, considerado o maior escritor moderno de língua persa[229]
- Sandra Cóias (1972-), actriz e modelo portuguesa[230]
- São Francisco de Paula (1416-1507), eremita e santo da Igreja Católica, fundador da Ordem dos Mínimos[231]
- São João de Brito (1647 -1693), missionário e mártir português[232]
- Scott Adams (1957), cartunista norte-americano, autor da série Dilbert[233]
- Shmuel Yosef Agnon (1888-1970) escritor israelense (Nobel de Literatura em 1966)[234]
- Sharon den Adel (1974-), vocalista e compositora (da banda Within Temptation)[235]
- Sidarta Gautama,o Buda, professor espiritual e fundador do Budismo[236]
- Sir Isaac Pitman (1813-1897), educador e inventor inglês[237]
- Sir Richard Phillips (176-1840), professor, autor e editor inglês, fundador da The Monthly Magazine[238]
- Srinivasa Ramanujan (1887-1920), matemático indiano[239]
- Stella McCartney (1971-), Estilista, Atriz, Socialite, modelo e Apresentadora inglesa[240]
- Sylvester Graham (1794-1851), reformista alimentar americano[241]
- Sophie Monk (1979) cantora, atriz e modelo australiana[242]
- Steve Jobs (1955 — 2011), inventor, empresário e magnata americano no setor da informática.
- Steve Vai (1960), guitarrista, compositor e produtor musical[243]
- Swami Satchidananda (1914- 2002), professor espiritual, adepto do ioga, líder religioso e autor indiano[244]
- Théodore Monod (1902-2000), naturalista, explorador, erudito e humanista francês[245]
- Thomas Pitfield (1903-1999), compositor, poeta, artista, gravador, professor britânico[246]
- Teofrasto (372 a.C. - 287 a.C.), filósofo grego[247]
- Thom Yorke (1968-), vocalista e compositor da banda britânica de rock alternativo Radiohead[248]
- Tobey Maguire (1975), actor norte-americano, Peter Parker no filme Homem-Aranha. Vegetariano desde 1992.[249]
- Tom Regan (1938), filósofo norte-americano especializado na teoria dos direitos animais, autor do livro Jaulas Vazias.
- Vaslav Nijinski, (1889 -1950) bailarino e coreógrafo origem polaca[250]
- Vida Guerra (1974-), modelo e atriz cubana[251]
- Voltaire (François Marie Arouet, 1694-1778), escritor, ensaísta, deísta e filósofo iluminista francês (provavelmente vegetariano no final da vida)[252]
- Visconde de Figanière (1827-1908), diplomata, escritor, historiador, poeta e filósofo português.[253]
- Xavier Rudd (1978-),  cantor, compositor e multi-instrumentista australiano[254]
- Xuxa (1963-), apresentadora de televisão brasileira[255].
- Wouter Bos (1963-), político[256]
- William Alcott (1798-1859), médico, pedagogo e escritor americano[257]
- Wim T. Schippers (1942), comediante[137]
- Woody Harrelson (1961), ator norte-americano[258]
- Yehudi Menuhin  (1916-1999), violinista e maestro estado-unidense[259]
- Zooey Deschanel (1980) atriz, musicista e compositora norte-americana[260] (não é mais vegetariana)

## Personagens fictícios

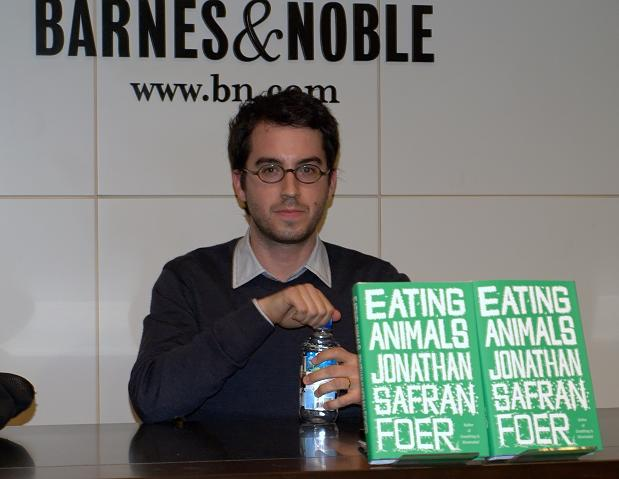
Jonathan Safran Foer, escritor americano, autor do livro Comer Animais. Os seus livros anteriores tinham personagens vegetarianos.

- Aria Montgomery, de Pretty Little Liars - Série de TV norte-americana.
- Armazan (ou Amazan), herói da obra "A Princesa da Babilónia", de Voltaire.[261]
- Dr. Cavor[262]
- A Criatura de Frankenstein, de Mary Shelley[263]
- Chelsea Daniels, de As Visões Da Raven série de TV norte-americana
- Elizabeth Costello[264]
- Os Eloi, da Máquina do Tempo de H. G. Wells[265]
- Joseph Shapiro, personagem principal da obra The Penitent, de Isaac Bashevis Singer[266]
- Kristen Stewart (Bella - Filme Crepúsculo)[267]
- Lisa Simpson, personagem de "Os Simpsons", série de TV norte-americana
- Oskar Schell, personagem do livro Extremamente Alto e Incrivelmente Perto, de Jonathan Safran Foer
- Phoebe, personagem de Friends, série de TV norte-americana
- Lucinda Price - livro Fallen
- Lauren Adams - Livro O  Recruta
- Mutano - Jovens Titãs
- Hazel Grace - Livro/Filme "A Culpa é das Estrelas" de John Green
- Super-Man - HQ/Filmes super-herói cryptoniano, "Personagem da DC".